# Saison 3 de Grown-ish
Chronologie
Saison 2 Saison 4
Cet article recense la liste des épisodes de la troisième saison de la série télévisée américaine Grown-ish diffusée depuis le 16 janvier 2020 sur Freeform.
En raison de la maladie à coronavirus 2019 empêchant le tournage, la diffusion de la deuxième partie de la série est repoussée à 2021.

## Distribution

### Acteurs principaux
- Yara Shahidi (VFB : Aaricia Dubois) : Zoey Johnson
- Trevor Jackson (VFB : Maxime Van Santfoort) : Aaron Jackson
- Francia Raisa (VFB : Claire Tefnin) : Analisa "Ana" Patricia Torres
- Emily Arlook (VFB : Audrey d'Hulstère) : Nomi Segal
- Jordan Buhat (VFB : Brieuc Lemaire) : Vivek Shah
- Chloe Bailey (VFB : Nancy Philippot) : Jazlyn "Jazz" Forster
- Halle Bailey (VFB : Marie Braam) : Skylar "Sky" Forster
- Luka Sabbat (VFB : Pierre Le Bec) : Luca Hall
- Diggy Simmons (VFB : Olivier Prémel) : Douglas Frederick « Doug » Edwards

### Acteurs récurrents
- Katherine Moennig (VFB : Fanny Roy) : Professeur Paige Hewson
- Marcus Scribner (VFB : Esteban Oertli) : Andre Jr. Johnson
- Ryan Destiny : Jillian
- Henri Esteve (en) : Javier « Javi »
- Andrew Liner : Rodney
- Raigan Harris : Rochelle

### Invités
- Deon Cole (VFB : Pierre Lognay) : Professeur Charlie Telphy
- Anthony Anderson (VFB : Sébastien Hébrant) : Andre « Dre » Johnson Sr.

## Épisodes

### Épisode 1: (Crunch Time)
- États-Unis : 16 janvier 2020 sur Freeform

- États-Unis : 482 000 téléspectateurs[2] (première diffusion)

- Joey Bada$$ : lui-même

### Épisode 2: (Damn)
- États-Unis : 23 janvier 2020 sur Freeform

- États-Unis : 341 000 téléspectateurs[3] (première diffusion)

### Épisode 3: (Close Friends)
- États-Unis : 30 janvier 2020 sur Freeform

- États-Unis : 456 000 téléspectateurs[4] (première diffusion)

- Deon Cole (VFB : Pierre Lognay) : Professeur Charlie Telphy

### Épisode 4: (Thinkin Bout You)
- États-Unis : 6 février 2020 sur Freeform

- États-Unis : 355 000 téléspectateurs[5] (première diffusion)

- Brian Palermo (VFB : Simon Duprez) : Johnny

### Épisode 5: (Gut Feeling)
- États-Unis : 13 février 2020 sur Freeform

- États-Unis : 316 000 téléspectateurs[6] (première diffusion)

- Sarah Siadat : Dr. Weaver
- Will McCormack : conducteur Uber

### Épisode 6: (Real Life S**t)
- États-Unis : 20 février 2020 sur Freeform

- États-Unis : 293 000 téléspectateurs[7] (première diffusion)

- Jeff Meacham : Josh
- Nelson Franklin : Connor
- Jeremy Shouldis : Financier
- Tony Winters : HR Exec
- Eric Deskin : Vendeur

### Épisode 7: (Doin' The Most)
- États-Unis : 27 février 2020 sur Freeform

- États-Unis : 247 000 téléspectateurs[8] (première diffusion)

- Gillian Vigman : Professeure Bean
- Ricardo Walker : Coach Spencer

### Épisode 8: (Age Ain't Nothing But a Number)
- États-Unis : 5 mars 2020 sur Freeform

- États-Unis : 312 000 téléspectateurs[9] (première diffusion)

- Deon Cole (VFB : Pierre Lognay) : Professeur Charlie Telphy

### Épisode 9: (Public Service Announcement)
- États-Unis : 21 janvier 2021 sur Freeform

- États-Unis : 434 000 téléspectateurs[10] (première diffusion)

- Joey Bada$$ : lui-même
- Saweetie : Indigo
- Sharmita Bhattacharya : Lola

### Épisode 10: (Hard Place)
- États-Unis : 28 janvier 2021 sur Freeform

- États-Unis : 342 000 téléspectateurs[11] (première diffusion)

- Kirrilee Berger : Heidi
- Jason E. Kelley : Kermit
- Wade Allain-Marcus : Pastor Babyboy Henry
- Miles Dausuel : Mike
- Jason Sims-Prewitt : Officer Ronson
- Juliet Lopez : Officer Smith

### Épisode 11: (Alright)
- États-Unis : 4 février 2021 sur Freeform

- États-Unis : 244 000 téléspectateurs[12] (première diffusion)

- Angela Rye : elle-même
- Fredella Calloway : Grand-mère d'Aaron

### Épisode 12: (Water on Water on Water)
- États-Unis : 11 février 2021 sur Freeform

- États-Unis : 256 000 téléspectateurs[13] (première diffusion)

- Saweetie : Indigo
- Wade Allain-Marcus : Pasteur Babyboy Henry
- Noah Alexander Gerry : Deonté
- Julia Finkelstein : Serveuse
- Makayla Montelongo : Gentille fille
- Rae Varela : Fêtarde
- Kristin Zimber : No-Nonsense Girl

### Épisode 13: (No Halo)
- États-Unis : 18 février 2021 sur Freeform

- États-Unis : 299 000 téléspectateurs[14] (première diffusion)

- Kirrilee Berger : Heidi
- Romy Rosemont : Chancellière Mitchell
- Nick Alvarez : Horatio
- Lavel Schley : Ricky

### Épisode 14: (Know Yourself)
- États-Unis : 25 février 2021 sur Freeform

- États-Unis : 293 000 téléspectateurs[15] (première diffusion)

- Invité spécial Marcus Scribner : Andre Jr. Johnson
- Kirrilee Berger : Heidi
- Lavel Schley : Ricky
- Deje Kelly : Alex

### Épisode 15: (Over My Head)
- États-Unis : 4 mars 2021 sur Freeform

- États-Unis : 370 000 téléspectateurs[16] (première diffusion)

- Saweetie : Indigo
- Tommy O'Brien : Phil

### Épisode 16: (All in Love Is Fair)
- États-Unis : 11 mars 2021 sur Freeform

- États-Unis : 295 000 téléspectateurs[17] (première diffusion)

### Épisode 17: (Who Do You Love?)
- États-Unis : 18 mars 2021 sur Freeform

- États-Unis : 317 000 téléspectateurs[18] (première diffusion)

- Kirrilee Berger : Heidi
- Romy Rosemont : Chancellière Mitchell